# Lissonota lissolabis
Lissonota lissolabis là một loài tò vò trong họ Ichneumonidae.